# Safford (Arizona)
Safford ist eine US-amerikanische Stadt im Graham County des Bundesstaats Arizona.
Sie hat 10.129 Einwohner (Stand 2020) auf einer Fläche von 20,6 km². Safford ist Verwaltungssitz (County Seat) des Countys. Die Stadt liegt an den U.S.-Highways 70 und 191.

## Söhne und Töchter
- Elliot Johnson (* 1984),  Profi-Baseballspieler
- Michael Ensign (* 1944), Schauspieler